# Shimabukuro Shinsuke
Shinsuke Shimabukuro (sinh ngày 13 tháng 1 năm 1983) là một cầu thủ bóng đá người Nhật Bản.

## Sự nghiệp câu lạc bộ
Shinsuke Shimabukuro đã từng chơi cho Sagan Tosu.